# Ист-Тексас
Ист-Те́ксас (англ. East Texas) или Восточно-Техасское нефтяное месторождение (англ. East Texas Oil Field) — крупное месторождение нефти и газа на востоке штата Техас. Покрывая площадь 570 км² и имея 30 340 исторических и действующих скважин, это второе по размерам нефтяное месторождение в Соединённых Штатах вне Аляски, и первое по объёму добычи нефти с момента открытия в 1930 году. Относится к Средне-континентальной нефтяной провинции — крупному региону залежей нефти протянувшемуся от Канзаса до Нью-Мексико к Мексиканскому заливу.
Месторождение находится на территории нескольких округов. Это часть округа Грегг, запад Раска, юг Апшера, юго-восток Смита и северо-восточные регионы Чероки в северо-восточной части штата. Длина месторождения составляет около 72 км, а ширина — 8 км. Автомагистраль I-20 пересекает территорию месторождения с востока на запад, проходя через города Килогор, Овертон и Глейдуотер, стоящие на месторождении. Одно время в городе Килогор на небольшой площади располагалось более 1000 скважин.